# Brontypena
Brontypena là một chi bướm đêm thuộc họ Erebidae.